# Curación de un leproso

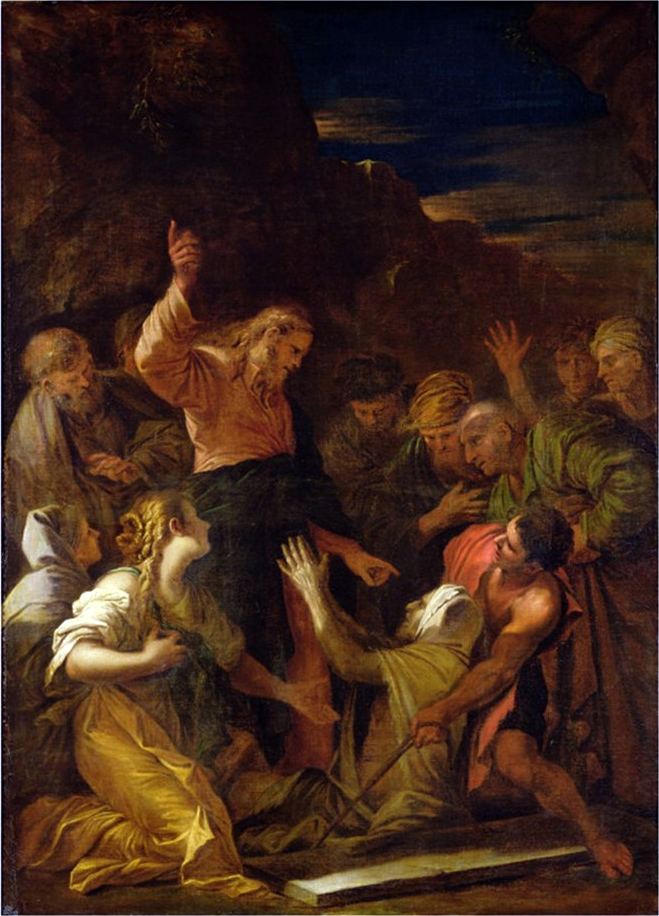
Cristo curando a un leproso, por Jean-Marie Melchior Doze, 1864

La curación de un leproso es uno de los milagros de Jesús. Se encuentra relatado en los evangelios de  san Mateo (8; 1-4), san Marcos (1;40-45) y san Lucas (5; 12-16).

## Textos bíblicos
- Según  san Mateo (8; 1-4):

Al bajar del monte le seguía una gran multitud. En esto, se le acercó un leproso, se postró ante él y dijo: —Señor, si quieres, puedes limpiarme. Y extendiendo Jesús la mano, le tocó diciendo: —Quiero, queda limpio. Y al instante quedó limpio de la lepra. Entonces le dijo Jesús: —Mira, no lo digas a nadie; pero anda, preséntate al sacerdote y lleva la ofrenda que ordenó Moisés, para que les sirva de testimonio.

- Según  san Marcos (1; 40-45):

''Y vino hacia él un leproso que, rogándole de rodillas, le decía: —Si quieres, puedes limpiarme. Y, compadecido, extendió la mano, le tocó y le dijo: —Quiero, queda limpio. Y al instante desapareció de él la lepra y quedó limpio. Enseguida le conminó y le despidió. Le dijo: —Mira, no digas nada a nadie; pero anda, preséntate al sacerdote y lleva la ofrenda que ordenó Moisés por tu curación, para que les sirva de testimonio. Sin embargo, en cuanto se fue, comenzó a proclamar y a divulgar la noticia, hasta el punto de que ya no podía entrar abiertamente en ninguna ciudad, sino que se quedaba fuera, en lugares solitarios. Pero acudían a él de todas partes.

- Según  san Lucas (5; 12-16):

Cuando estaba en una de las ciudades, un hombre cubierto de lepra, al ver a Jesús, se postró en tierra y le suplicó diciendo: —Señor, si quieres, puedes limpiarme. Y extendiendo Jesús la mano le tocó diciendo: —Quiero, queda limpio. Y al instante desapareció de él la lepra. Y él le mandó que no lo dijese a nadie; pero añadió: —Anda, preséntate al sacerdote, y lleva la ofrenda por tu curación, como ordenó Moisés, para que les sirva de testimonio. Se extendía su fama cada vez más, y concurrían numerosas muchedumbres para oírle y para ser curados de sus enfermedades. Pero él se retiraba a lugares apartados y hacía oración.

## Interpretación de la Iglesia católica
La forma en que se dirigen a Jesús de las personas que le encuentran puede ser para cada uno un buen modelo de oración: «Jesús escucha la oración de fe expresada en palabras, o en silencio. (…) Sanando enfermedades o perdonando pecados Jesús siempre responde a la plegaria del que le suplica con fe: “Ve en paz, ¡tu fe te ha salvado!”» 
Los Santos Padres vieron en esta curación un significado más profundo: la lepra, por su fealdad y repugnancia, por su facilidad de contagio y por la dificultad de su curación, es una imagen impresionante del pecado. Todos somos pecadores y necesitamos del perdón y de la gracia de Dios. Con humildad y confianza, cuántas veces podremos dirigirnos a Cristo con la misma oración del leproso: «Señor, si quieres, puedes limpiarme». Aquí y en otros muchos lugares del  evangelio según Marcos se resalta que Jesús se retiraba, solo, a orar (cfr 6,12; 9,18; 11,1; etc.). El Maestro enseña así la necesidad de la oración personal y frecuente en las diversas circunstancias de la vida.

## La lepra en Levítico 13
Se especula con la posibilidad de que la enfermedad que ahora se denomina enfermedad de Hansen sea la misma que se describía en los tiempos bíblicos como lepra. A medida que la enfermedad avanza, el dolor se convierte en entumecimiento, y la piel pierde su color original y se vuelve gruesa, brillante y escamosa. Se desarrollan llagas y úlceras, especialmente alrededor de los ojos y las orejas, y la piel comienza a amontonarse con surcos profundos entre la hinchazón, de modo que la cara del individuo afectado se parece a la de un león. Como la enfermedad también ataca la laringe, la voz se vuelve ronca y adquiere un tono chirriante.
Levítico 13 describe los procedimientos específicos para tratar con una persona sospechosa de estar infectada de lepra. Un sacerdote tendría que inspeccionar la lesión, y después de un período de control y observación, si la condición no mejoraba, la persona sería declarada ritualmente "impura".
La lepra se consideraba una especie de maldición de Dios, de profunda impureza. Ser declarado impuro a causa de la lepra significaba que el desafortunado tenía que rasgarse la ropa y ponerse una cubierta sobre el labio superior y gritar: "impuro, impuro. " Como a los judíos les preocupaba que la enfermedad fuera contagiosa, estos individuos debían vivir separados fuera del campamento. Apartados de la comunidad, quedaban desamparados sin la estructura de apoyo de la familia y los amigos. Al acercarse a Jesús, el hombre violó la ley Levitical. Al tocar al leproso, Jesús también desafía la ley levítica.
Cuando el Hijo del Hombre envió a los discípulos con instrucciones de sanar a los enfermos, la limpieza de los leprosos fue mencionada específicamente en el Mateo 10:8.
El predicador bautista británico Charles Haddon Spurgeon predicó un sermón comparando la condición de una persona afligida por la lepra con la de alguien en estado de pecado. La lepra simboliza la contaminación del pecado que resulta en la separación de Dios y de la comunidad.